# Maurice Larson
Maurice Larson (* 20. Jahrhundert) ist/war ein US-amerikanischer Wissenschaftler und Techniker, der bei den 28. Academy Awards mit einem Oscar für technische Verdienste geehrt wurde.
Larson wurde 1956 für eine im Jahr zuvor gemeinsam mit Walter Jolley und R. H. Spies gemachte Erfindung für die Century-Fox Studios, wo sie seinerzeit arbeiteten, mit einem Academy Technical Achievement Award ausgezeichnet. Bei dem Preis handelt es sich um eine sogenannte Class III-Auszeichnung, da die Preisträger keine Oscar-Statuette (Class I) oder Oscar-Plakette (Class II) erhalten, sondern ein Oscar-Zertifikat. Verlesen wurden ihre Namen von Claire Trevor und Mel Ferrer. Larson, Jolley und Spies wurden geehrt „für ihre Erfindung eines Sprühverfahrens, das simulierte metallische Oberflächen erzeugt“ („for a spraying process which creates simulated metallic surfaces“).
Über Maurice Larsons Leben und seine berufliche Laufbahn konnte nichts weiter in Erfahrung gebracht werden.